# إيما آسون

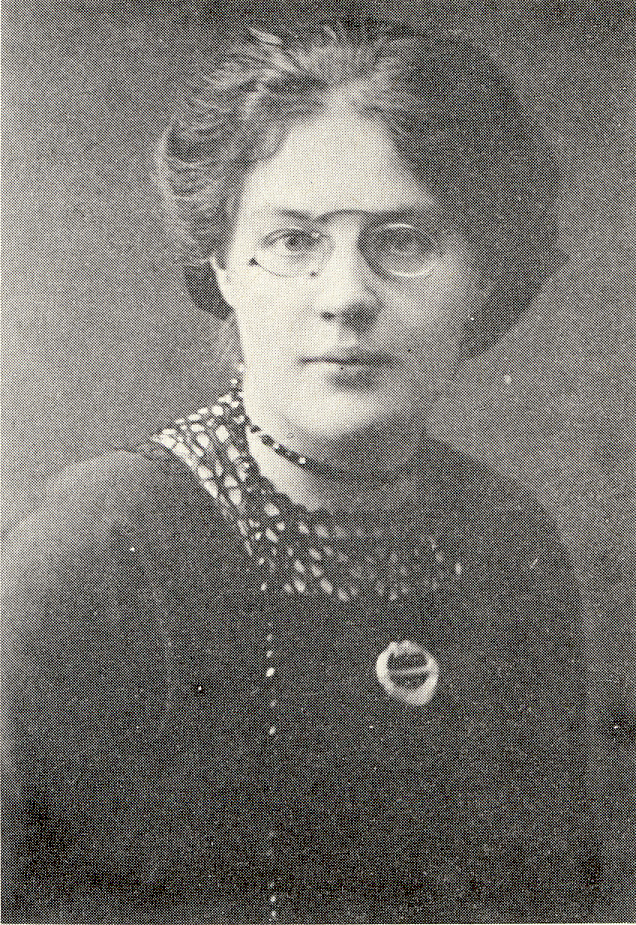
إيما آسون

إيما آسون (13 يوليو 1889 – 1 يناير 1965) سياسية إستونية (عن الحزب الاشتراكي الديمقراطي). كانت أول امرأة يتم انتخابها في البرلمان الإستوني. شاركت آسون في كتابة أول دستور لإستونيا المستقلة، وبالأخص في مجالات التعليم والمساواة بين الجنسين. كما أنها كتبت أول كتاب مدرسي في اللغة الإستونية في عام 1912.[بحاجة لمصدر]

## السيرة الذاتية
ولديت إيما آسون ولد في بلدة فابينا في مقاطعة فورو في محافظة ليفونيا، آنذاك جزء من الإمبراطورية الروسية، وكانت ابنة لمعلم. درست في مدرسة بوشكين للبنات في تارتو وتخرجت مع درجة في التاريخ في دورات بستوجيف في سانت بطرسبرغ في روسيا في عام 1910. عملت بعدئذ مدرسة للتاريخ في كلية للبنات في تارتو.
نشطت إيما آسون في عدة منظمات نسائية للتنمية الاجتماعية وقضايا التعليم. في عام 1919، انتخبت في مجلس بلدية تالين وكذلك إلى أول برلمان لإستونيا المستقلة ممثلة عن الحزب الاشتراكي الديمقراطي حيث كانت أول امرأة. في عام 1920، منحت نساء إستونيا كامل الحقوق السياسية في ظل الدستور الجديد. تمت استشارة امرأتين حول هذا الدستور وهما ميني كورس-أولسك، بالإضافة إلى آسون. كانت عضوا في وزارة التربية والتعليم بين عامي 1919 و1921، وأمينة جمعية المرأة الإستونية  ورئيسة قسم التعليم بين 1925 و1940.
كانت متزوجة من السياسي فرديناند بيترسن من 1921-1941.